# 남봉담 나들목
남봉담 나들목(S.Bongdam IC)은 경기도 화성시 정남면 보통리에 설치된 수도권제2순환고속도로의 2번 교차로이다.

## 역사
- 2017년 2월 8일 : 나들목 신설을 위해 화성시 도시계획시설 교통광장에 정남면 보통리 일원을 고시[1]
- 2021년 4월 28일 : 수도권제2순환고속도로 마도 ~ 화성 구간 개통과 함께 통행 개시[2]

## 구조물 정보
- 위치 : 경기도 화성시 정남면 보통리

## 접속하는 도로
- 국도 제43호선 (봉영로)